# Repubblica Popolare Democratica d'Etiopia
La Repubblica Popolare Democratica d'Etiopia (RPDE) è stata la denominazione ufficiale dell'Etiopia tra il 1987 e il 1991, durante il governo socialista di Menghistu Hailé Mariàm e del suo Partito dei Lavoratori d'Etiopia. Fu il successore del Governo militare provvisorio dell'Etiopia socialista, la precedente dittatura militare guidata dal Derg, e si dissolse nel maggio 1991, quando Menghistu fu rovesciato da una coalizione di forze ribelli dell'FRDPE, portando alla nascita di un governo di transizione.
Lo Stato era organizzato secondo un sistema politico monopartitico.

## Presidenti della Repubblica
| Periodo                            | Presidente della Repubblica |
| 10 settembre 1987 - 21 maggio 1991 | Menghistu Hailè Mariàm      |
| 21 maggio 1991 - 28 maggio 1991    | Tesfaye Gebre Kidan         |

## Capi del Governo
| Periodo                             | Capo del Governo         | Partito politico                 |
| 10 settembre 1987 - 8 novembre 1989 | Fikre Selassie Wogderess | Partito dei Lavoratori d'Etiopia |
| 8 novembre 1987 - 26 aprile 1991    | Hailu Yimenu             | Partito dei Lavoratori d'Etiopia |
| 26 aprile 1991 - 6 giugno 1991      | Tesfaù Dinca             | Partito dei Lavoratori d'Etiopia |